# いが号
いが号（いがごう）は、三重県名張市と埼玉県さいたま市を結ぶ夜行高速バスである。正式路線名は高速伊賀大宮線（こうそくいがおおみやせん）であり、三重交通が運行する。

## 概要
三重交通の夜行高速バスでは2番目の路線である。三重県内は伊賀地区と北勢地区、首都圏は神奈川と東京と埼玉をカバーする。インターネットや電話での予約が可能であり、名張 - 大宮間の所要時間は約9時間25分である。

## 歴史
- 1989年9月27日：高速伊賀品川線が運行開始（所要時間：9時間00分）。
- 1992年11月1日：関ドライブイン経由から関バスセンター経由に変更（所要時間を10分短縮）。
- 1998年：京浜急行電鉄（現・京浜急行バス）が撤退。
- （時期不詳）：停留所に伊賀営業所が追加される。
- 2006年9月1日
  - ダイヤ改正を実施。新たに、三交上野車庫、御代インター森精機前、近鉄四日市の3停留所が追加される[2]。
  - 伊勢湾岸自動車道経由に変更され、運賃が値下げされる。
- 2007年8月10日：1号車に限り3列シート車に変更[3]（車両検査時を除く）。
- 2018年7月1日
  - 関東側を大宮まで延伸し、品川経由から池袋経由に変更。高速伊賀大宮線となる。
  - 三重県側では、新たに桔梗が丘駅北口に停車[4]。
- 2020年10月29日：先行販売期間を2ヵ月前から1ヵ月前に短縮することを公表[5]。
- （時期不詳）：新型コロナウイルス感染拡大の影響により休止路線となる[注 1]。

## 運行経路
名張市役所 - 近鉄名張駅前 - 桔梗が丘駅北口 - 伊賀営業所 -三交上野車庫 - 上野市駅 - 御代インター森精機前 - 関バスセンター -  近鉄四日市駅 ⇔ YCAT（横浜駅東口） - 池袋駅東口 - 大宮駅西口 - 西武大宮営業所

## 車両
いすゞ・ガーラ・三菱ふそう・エアロクイーンSHD3列シート29人乗りのトイレつき車両で運行するが、続行便（2号車以降）は4列シート車で運行することもある（※1号車の代走を含む）。

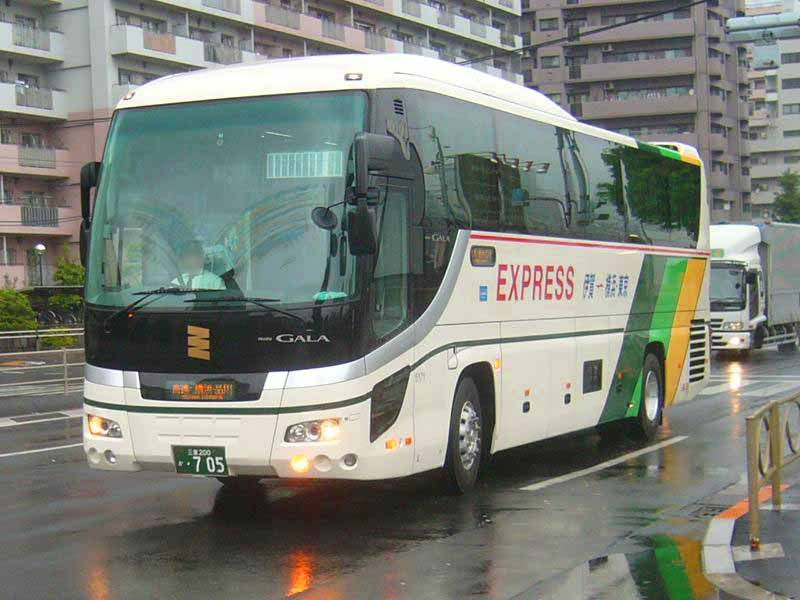
いが号（所定便用3列シート車）
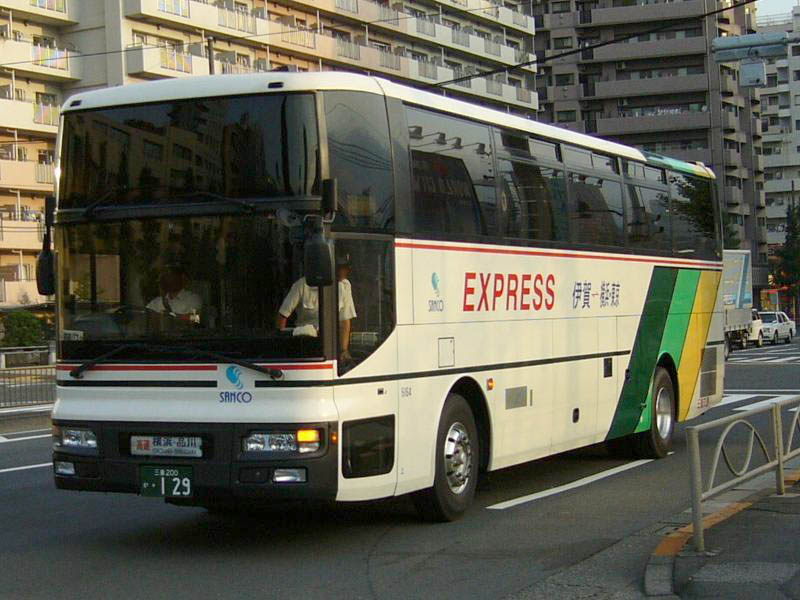
いが号（続行便用4列シート車）